# Вера Молчальница
Ве́ра Молча́льница (? — 6 [18] мая 1861) — православная подвижница, затворница Сыркова Девичьего монастыря в Новгородской области, хранившая 23 года обет молчания.
Своей известностью Вера Молчальница обязана легенде, в которой она отождествляется с женой Александра I императрицей Елизаветой Алексеевной, которая якобы после того, как император, инсценировав свою смерть, стал сибирским старцем Фёдором Кузьмичом, последовала его примеру.

## Биография

### Появление

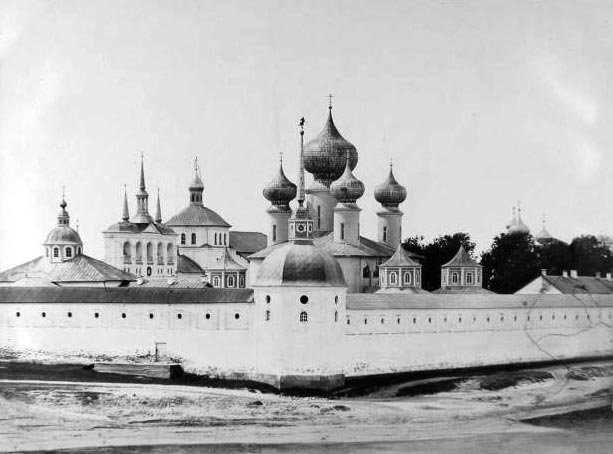
Тихвинский Богородичный Успенский монастырь

Неизвестная, называвшая себя Верой Александровной, появилась в Тихвине в 1834 году и остановилась в доме помещицы Веры Михайловны Харламовой. О своём прошлом она никогда не рассказывала, также не называла своей фамилии, однако пришедшая вызывала уважение своей набожностью и скрупулёзным следованием религиозным заповедям. Её часто видели в Тихвинском Богородичном монастыре молившейся перед Тихвинской иконой Божьей Матери. Также она совершала паломничества в другие местные монастыри. Тихвинцы относились к Вере Александровне с большим уважением, её часто навещали для духовных бесед и отправляли к ней детей для обучения молитвам и закону Божию. Таким образом, если верить сохранившимся источникам, она прожила около трёх лет. Затем, узнав о том, что жена дьячка Винницкого погоста Олонецкой губернии тяжело больна, она покинула Тихвин и добровольно отправилась ухаживать за ней.
Она вернулась в Тихвин год спустя, но вскоре покинула город уже окончательно, как считается, тяготясь чрезмерным к себе вниманием. Оно было вызвано рассказом одного тихвинского помещика, что тот в Петров пост видел как Вера Александровна преобразилась, приняв причастие, и стала похожа на ангела (эта история в 1852 году стала известна и в Сырковом монастыре, где тогда жила Вера, от приехавшей её навестить помещицы Харламовой). Вера переселилась в валдайское село Берёзовский Рядок, где ей понравилось богослужение и благочестие прихожан местной церкви и она согласилась по просьбе крестьянина Прокопия Трофимова погостить там некоторое время. Жила она там в отдельной избушке, где принимала только детей, рисуя для них изображения Христа и Божьей Матери, обучая чтению молитв и грамоте. Такая жизнь Веры продолжалась около 9 месяцев и вызвала подозрение у полиции. В 1838 году Вера Александровна была арестована за отсутствие паспорта. По этапу её отправили в Валдайскую тюрьму, где согласно легенде на вопросы о её фамилии и происхождении она отвечала следователю: «Если судить по небесному, то я — прах земли, а если по земному, то я — выше тебя». Следователь продолжал настаивать и добился лишь того, что Вера Александровна окончательно перестала отвечать на вопросы. После этого в течение 23 лет и до самой смерти она уже не раскрыла рта, лишь иногда отвечая на вопросы посредством записок или крайне редко обрывками фраз.
Полиция сочла странную арестантку сумасшедшей и после полутора лет заключения в Новгородской тюрьме её отправили в Коломовский дом для умалишённых, где она провела ещё полтора года. Во время пребывания в доме для умалишённых Вера написала сочинение «Плач Богоматери при крестных страданиях Сына Ея Господа Иисуса». Сохранились записи Веры Александровны, относящиеся к этому периоду её жизни. О своём пребывании в лечебнице она писала:
Мне хорошо там было; я блаженствовала там… Благодарю Бога, что Он сподобил меня пожить с заключенными и убогими. Господь не то ещё терпел за нас грешных!

### Жизнь в Сырковом монастыре

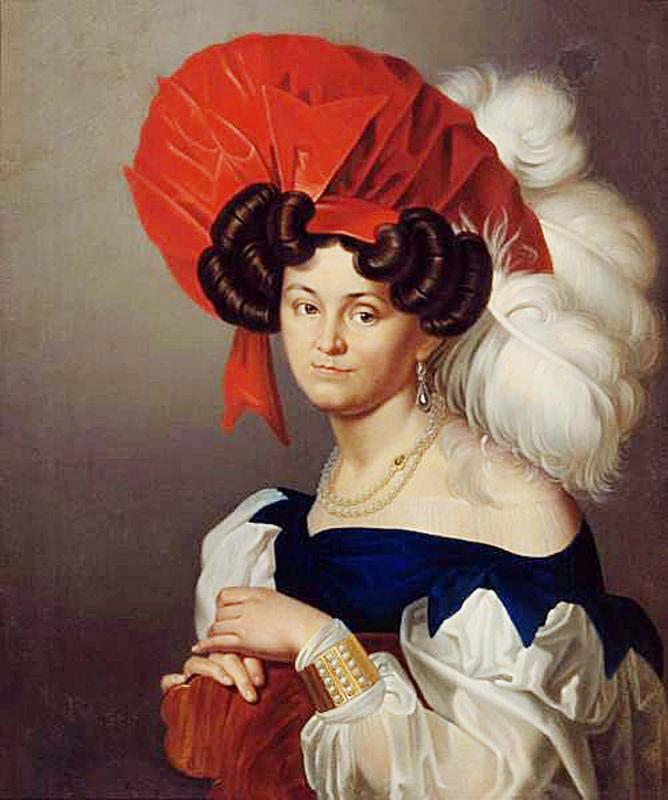
Графиня Анна Орлова
(в тайном постриге Агния)

В Коломовском доме умалишённых Веру разыскала местная благотворительница — графиня Анна Орлова-Чесменская (дочь Алексея Орлова) и предложила «молчальнице» поселиться в Сырковом монастыре. Сообщают, что сведения о Вере она получила из Петербурга. За давшей согласие Верой приехала игуменья монастыря и отвезла её в обитель. О переселении Веры в монастырь был издан указ Новгородской духовной консистории от 10 апреля 1841 года в котором указано что в монастырь Вера помещается на содержание за счёт графини Анны Орловой. По словам церковного историка графа Михаила Толстого Веру в монастыре приняли враждебно. Игуменья ездила к Петербургскому митрополиту Серафиму с просьбой выслать молчальницу из монастыря. На эту просьбу митрополит ответил:
Ах ты дура баба! Да нас скорее с тобой выгонят, чем её; и вспоминать об этом не смей.
Вера поселилась в отдельной келье-избушке, внутри которой была единственная выбеленная комната и ведущие в неё маленькие сени. Из мебели в келье был шкаф с книгами, аналой для чтения Священного Писания, медный самовар, два деревянных стула, кровать и часы с кукушкой (на них Вера заклеила изображение сцены пастушеской жизни цитатами из Писания о смерти и будущей жизни). Сторонники легенды указывают, что её келья была «точной копией» кельи Фёдора Кузьмича в Сибири (отшельник, которым по легенде дома Романовых стал император Александр I) — что представляется весьма проблематичным ввиду большого расстояния и сложности связи с сибирскими городами и в особенности с отдалёнными посёлками. Келейной иконой Веры был образ Христа в узах, бывший при ней ещё со времён пребывания в доме для умалишённых, перед ним она поддерживала негасимую лампаду. Спала Вера на кровати, покрытой тонким войлоком, подкладывая по бокам поленья дров, что образовывало для неё подобие гроба, напоминая о кратковременности жизни.

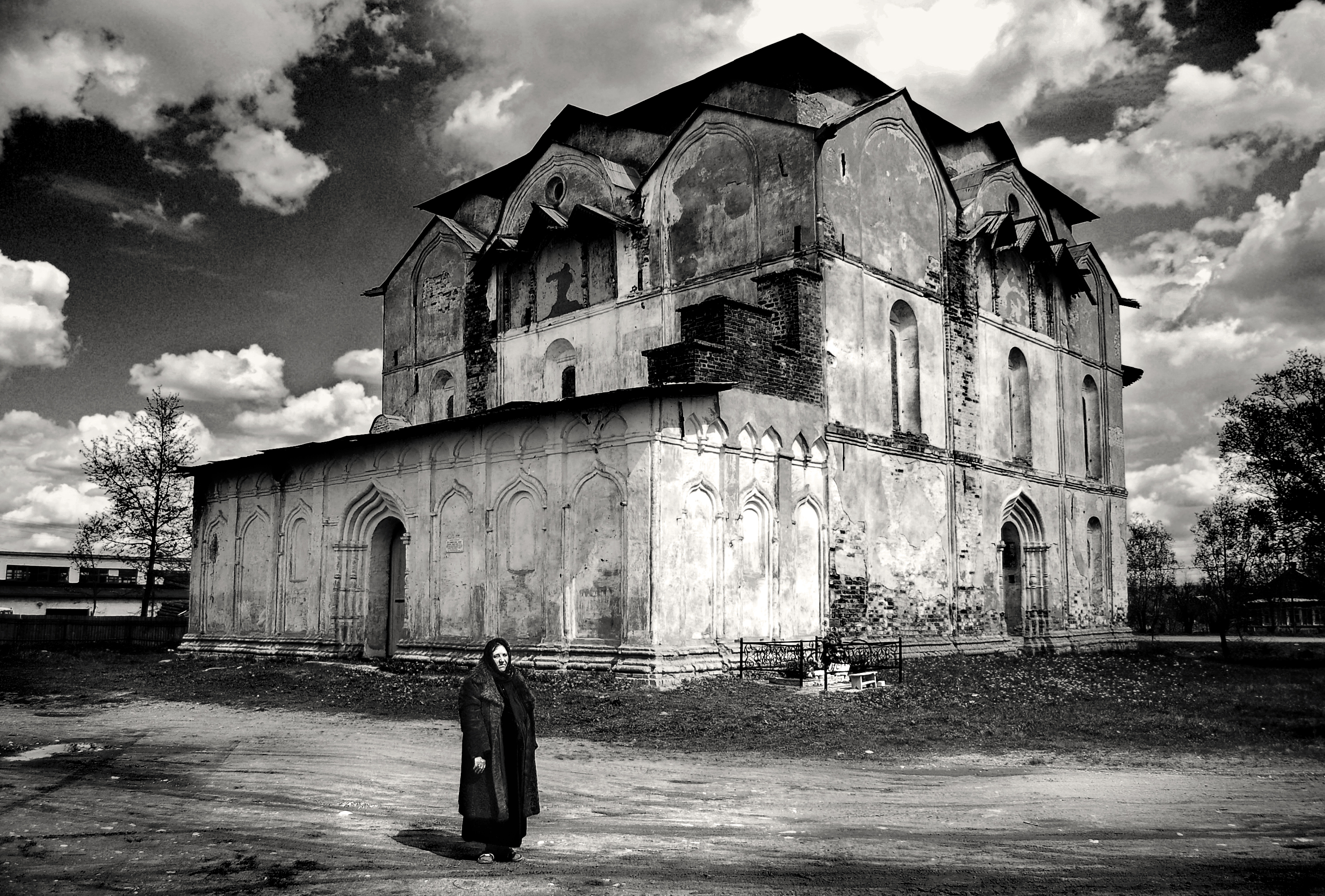
Владимирский собор Сыркова монастыря
(современное состояние)

Первой келейницей Веры стала монахиня Мариамна, страдавшая падучей болезнью. Как и многие сёстры, она поносила Веру и однажды, по словам Н. Грузинского, священника Сыркова монастыря, подвернула ногу после неуважительного выказывания о молчальнице, что было расценено как Божье наказание. Новую келейницу назначила из своих дворовых графиня Анна Орлова. Монахиня Амфилохия (умерла в 1901 году) была глуха, и сторонники существования некой тайны, связанной с сырковской молчальницей, утверждают, что графиня, будучи посвящённой в неё, специально выбрала глухую прислужницу, чтобы та не могла услышать, если Вера в бреду или по забывчивости скажет что-то о себе.
В монастыре Вера Александровна до самой смерти вела уединённый и весьма аскетический образ жизни, ограничивая своё нахождение в монастыре кельей и церковью (исключение составлял её традиционный выход на праздник Пасхи, когда она поднималась для молитвы на монастырскую стену). Духовником Веры был священник Иоанн Лебедев, которому она исповедовалась путём записок, которые тот после совершения таинства сжигал в пламени свечи. Большую часть приносимой ей пищи (затворница не пользовалась общей монастырской трапезной) отдавала нищим или скармливала птицам. В одежде Вера была неприхотлива: в келье носила белое коленкоровое платье и чепец, для выхода в храм надевала люстриновый салоп (зимой надевала старую ватную шинель), шапочку и платок.
За время пребывания в Сырковом монастыре Вера получила репутацию прозорливой, особенно это проявилось в её предсказаниях смерти или выздоравливания больным младенцам (об этом она сообщала знаками или жестами). Многие посетители обращались к ней с просьбами помолиться о них или их близких, что Вера тотчас делала, прося в ответ молиться за неё. Желавшим что-то получить от неё на память она дарила склеенные ею из простой бумаги маленькие коробочки, которые она украшала крестами, изречениями из Священного Писания и наполняла хлебными сухариками. Также Вера вязала из гаруса (шерстяная пряжа) чётки.
Сохранилось предание, что в 1848 году молчальницу навестил император Николай I, несколько часов проговоривший с ней за закрытыми дверями, причём на его слова монахиня отвечала письменно, и её ответы заняли несколько листов бумаги. Уходя, осторожный (или галантный) император вежливо поцеловал руку монахине и сжёг её записи в пламени лампады В числе других посетителей Веры были митрополит Новгородский, Санкт-Петербургский, Эстляндский и Финляндский Григорий (Постников) и писатель граф Михаил Толстой.

### Смерть
В Страстную субботу (22 апреля) она исповедовалась (подала священнику письменный текст исповеди), а когда он после прочтения вернул ей его, то Вера встала на колени и перевернула лист — там было написано «Батюшка, помолитесь Господу о поминовении души моей. Конец мой близок и дни изочтены суть». На Светлой неделе 27 апреля она как обычно поднялась на монастырскую башню, смотрела на Новгород и молилась, позже пошла к северным вратам монастыря и от них смотрела на Хутынский монастырь. Подобрав несколько прутиков, Вера пошла к южной стороне соборного храма Владимирской иконы Божьей Матери, положила прутики на землю и, сделав три земных поклона, указала на них рукой, определив этим место своего погребения. Как указывают приверженцы легенды, это место располагалось рядом с могилой игуменьи Александры Шубиной, которая в мае 1793 года была крёстной матерью императрицы при её переходе в православие.
По возвращении в келью у затворницы был сильный жар, свидетели её последних дней жизни сообщают, что у неё было воспаление лёгких. 30 апреля она была уже очень слаба, путая буквы, она пишет записку игуменье с просьбой соборовать её, прося, чтобы при этом таинстве присутствовали только священник и настоятельница, и добавляет «прошу и умоляю вам ни убирати меня» то есть не совершать омовение её тела после смерти. 5 мая её исповедали и причастили, келейница, отведя священника в другую комнату, просила прийти на следующий день и вновь причастить умирающую. В это время в комнату вошла Вера, перекрестилась на икону Спасителя и указала рукой на землю. Этим жестом она предрекала больным смерть. Около 6 часов вечера 6 мая 1861 года Вера Молчальница умерла, так и не открыв своего подлинного имени и происхождения.

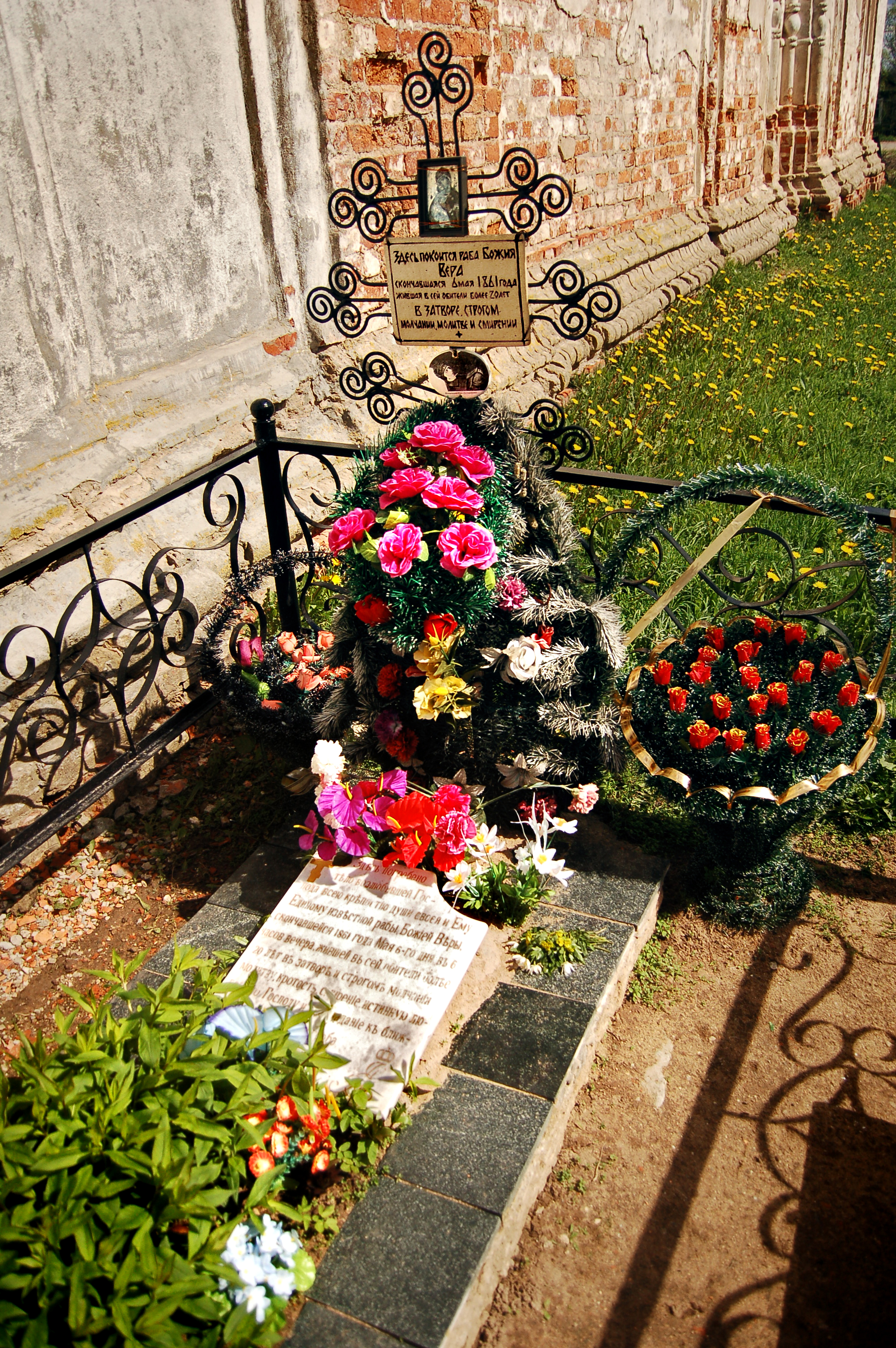
Кенотаф Веры Молчальницы в Сырковом монастыре

Предсмертную просьбу Веры не исполнили и обмыли её тело. На нём обнаружили холщовый корсет с зашитыми на уровне сердца записками: первая — молитва Христу Спасителю о помиловании её души и вторая, которую не смогли прочитать из-за ветхости. На третий день после смерти маслом был выполнен портрет Веры на смертном одре, снимки с которого были разосланы многочисленным лицам. Погребение совершили на пятый день после её смерти в могиле, вырытой на месте, которое Вера перед своей кончиной обозначила прутиками.
Памятник, поставленный на средства петербургского купца на могиле Веры, напоминал гранитный гроб на бронзовых львиных лапах, стоявший на гранитном же пьедестале. С западной стороны могилы была установлена икона святой мученицы Веры, с южной выбита следующая надпись:
Здесь погребено тело возлюбившей Господа всею крепостию души своея и Ему Единому известной рабы Божией Веры, скончавшейся 1861 года мая 6 дня в 6 часов вечера, жившей в сей обители более 20 лет в затворе и строгом молчании, молитву, кротость, смирение, истинную любовь ко Господу и сострадание к ближним сохранившей до гроба и мирно предавшей дух свой Господу.  
Во царствии Твоем, помяни Господи рабу Твою и подаждь от земных трудов и скорбей упокоение небесное.
До настоящего времени могила не сохранились, кладбище было разрушено, и через него проложена дорога. Памятная плита Веры Александровны и кенотаф восстановлены возле стен Владимирского собора монастыря.
Сохранились зашифрованные записи Веры Александровны, которые до сих пор не были опубликованы и исследованы. Также после её смерти остались сделанные её рукой выписки из Евангелий, монограммы «ЕА» и «П» чернилами и киноварью, а также переписанные чернилами и карандашом жития святых и позолоченный крестик с прядью белокурых волос (распятие вместе с копией портрета Веры были обнаружены в 1892 году в вещах покойной игуменьи Валдайского Короцкого монастыря).

## Рождение легенды

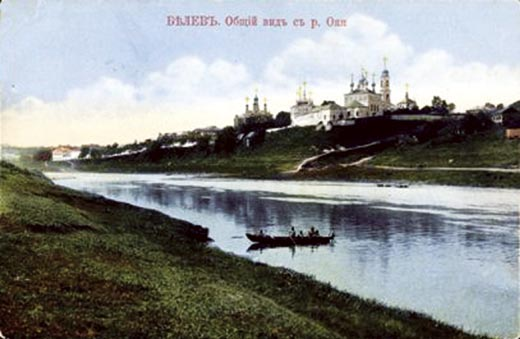
Общий вид Белёва с реки Оки

Слухи о том, что императрица Елизавета Алексеевна в действительности не умерла, но вслед за своим мужем «отреклась от мира», стали ходить вскоре после её смерти. Сложившаяся легенда звучала следующим образом: императрица, проезжая через Белёв, дала знать некой помещице (чьё имя никогда не называлось), что желает остановиться в её доме. По приезде императрица, прикрыв рукой глаза, посетовала, что в зале «слишком много света» и категорически приказала его «уменьшить», после чего слуги, бросившиеся выполнять приказание, оставили гореть только две свечи. После этого Елизавета Алексеевна, ссылаясь на усталость, пожелала остаться одна.
Хозяйка поместья удалилась в другую часть дома и не раздеваясь прилегла на диван, но её подняли в полночь, объявив о кончине императрицы. Помещица приблизилась, чтобы поцеловать руку покойной (причём императрицу до этого времени уже успели переодеть и переложить на стол), и якобы поняла, что перед ней находится совершенно иная женщина — как иногда полагают, вместо блондинки — брюнетка. Протоиерей Покровский сообщает, что ночью в дом помещицы был приглашён священник из Белёвского духовного училища, который исповедал и причастил какую-то закутанную женщину. После того как гроб с телом Елизаветы Алексеевны, запаянный в Белёве по указанию императора Николая I, увезли, в доме местного священника Донецкого появилась некая странница. Её отличали хорошие манеры и высокая образованность, на вопрос хозяев о её происхождении ею был дан ответ: «Кто я такая, я сказать не могу, а что я странствую, на это Божия воля». После этого в городе появился слух, что эта странница — императрица Елизавета Алексеевна.
Сторонники легенды ссылаются на некие неувязки, якобы случившиеся в последние месяцы пребывания царственной четы в Таганроге. Так, вспоминают, что императрица, оказавшись в Таганроге, «неожиданно стала поправляться», что плохо согласуется с тяжёлым сердечным недугом, которым она якобы страдала. Также ссылаются на выдержку из письма императрицы, в котором она пишет о муже: «…Пока он здесь останется, и я здесь останусь: а когда он отправится, отправлюсь и я, если это найдут возможным. Я последую за ним, пока буду в состоянии следовать» — при том, что в противоречие собственным словам императрица ещё на четыре месяца задержалась в Таганроге — видя в этом намёк на её якобы «посмертную» судьбу.
Также в месяцы после смерти царя Елизавета Алексеевна была в состоянии отдавать распоряжения и ездить на панихиды, что свидетельствует по предположению сторонников легенды о том, что её здоровье отнюдь не было столь плачевным, как то доносил в Петербург Логвинов.

### Легенда и Вера Молчальница
Зачем нам знать её происхожденье —

Откуда, кто — зачем всё это знать?

Великим подвигом терпенья и смиренья

Она и так нас будет поучать!
Сторонники легенды об уходе от мира императрицы Елизаветы и появлении её в образе затворницы Веры находят подтверждение высокого происхождения молчальницы в следующих её словах и действиях:
- «Если судить по-небесному, то я — прах земли, а если по-земному, то я — выше тебя», — сказано в Валдайской тюрьме в 1838 году;
- «Я прах, земля; но родители мои были так богаты, что я горстью выносила золото для раздачи бедным; крещена я на Белых Берегах», — сказано во время приступа горячки в первый год пребывания в монастыре;
- «Вы думаете меня зовут Верой? Нет, я не Вера, а Лиза», — сказано тогда же;
- в последние годы жизни келейница уговаривала Веру назвать имена её родителей, чтобы в случае смерти написать им. Вера в ответ указала на икону Спасителя, подобрала брусок и камень и несколько раз наклонила брусок к камню, изображая, что тот кланяется.

Также они считают, что само имя «Вера Александровна» содержит в зашифрованной форме её подлинное происхождение и означает на самом деле «вера (религиозная) царя Александра».

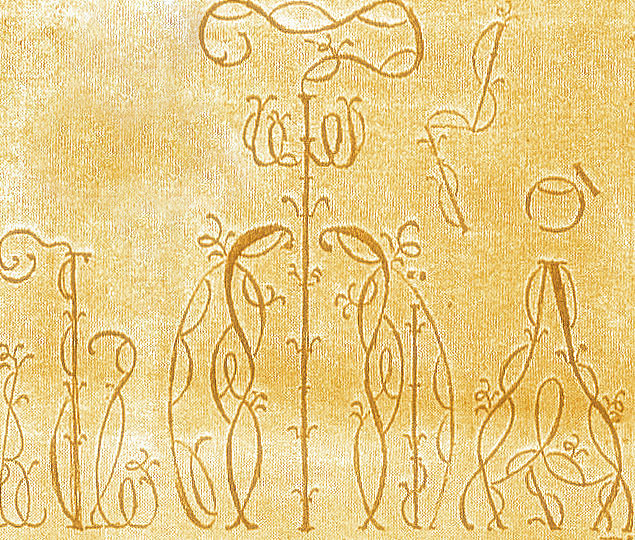
Криптографическая записка Веры Молчальницы с монограммами

Кроме того, в помяннике графини Орловой-Чесменской, принявшей самое непосредственное участие в судьбе Веры Молчальницы, отсутствуют имена императора Александра I и его жены, что представляется косвенным свидетельством того, что графиня была посвящена в тайну их исчезновения. Также были найдены записи в канцелярских книгах Елизаветы Алексеевны, предписывавшие после её смерти (как полагают сторонники легенды — мнимой) отправить некоторые вещи из её гардероба в один из новгородских монастырей. Также существует мнение о внешнем сходстве императрицы и монахини, которое, впрочем, противники легенды отвергают.
В пользу благородного происхождения Веры приводят свидетельства о её образованности, знании живописи. Также по сохранившимся после неё запискам делают вывод, что она была нерусского происхождения (императрица Елизавета Алексеевна была немкой). На сохранившихся после неё выписках из Священного Писания в большом количестве присутствуют монограммы с буквами А, П и Е в различных сочетаниях (например, АП, ЕА), что некоторые исследователи считают монограммами императора Александра Павловича и его жены Елизаветы. Монограммы всегда старательно написаны, а нередко рядом с буквами АП (расшифровывают как Александр Павлович) содержится приписка «Царь (Отец) и Бог мой еси ты». Одна из фраз в записках Веры воспринимается как намёк на её бегство через мнимую смерть: «Чудесы являеши, с мертвыми во гроб мя вселяеши». Записки Веры Молчальницы хранились в архивах Сыркова монастыря, с ними в начале XX века работал монастырский священник Н. Грузинский (см. раздел Источники). При попытке расшифровки в XX веке тетради с записями Веры Александровны и её отдельных записок было сделано предположение, что они представляют собой руководство по практике Иисусовой молитвы, то есть исихазму. Например, среди записей Веры Александровны содержится такое рассуждение о молитве:

Всякую добродетель, но особливо молитву, должны исполнять мы с великим усердием. Молится же с таким усердием душа наша тогда, когда она гнев побеждает. Всякий, молитве прилежащий, да будет милосерд. Чрез сию добродетель иноки сторицею себе приимут. А другие приимут другое — молитву, в сердце человеческое входящую, воспаляет огонь небесный. Коль же скоро она воспламенится и на небо вознесется, то сей же огонь оттуда паки с нею в горницу души нашей снисходит.

## За и против
Основой легенды о Вере Молчальнице являются обстоятельства смерти императрицы Елизаветы Алексеевны, в которой исследователи видят ряд неоднозначных моментов.

### Официальная версия смерти Елизаветы Алексеевны

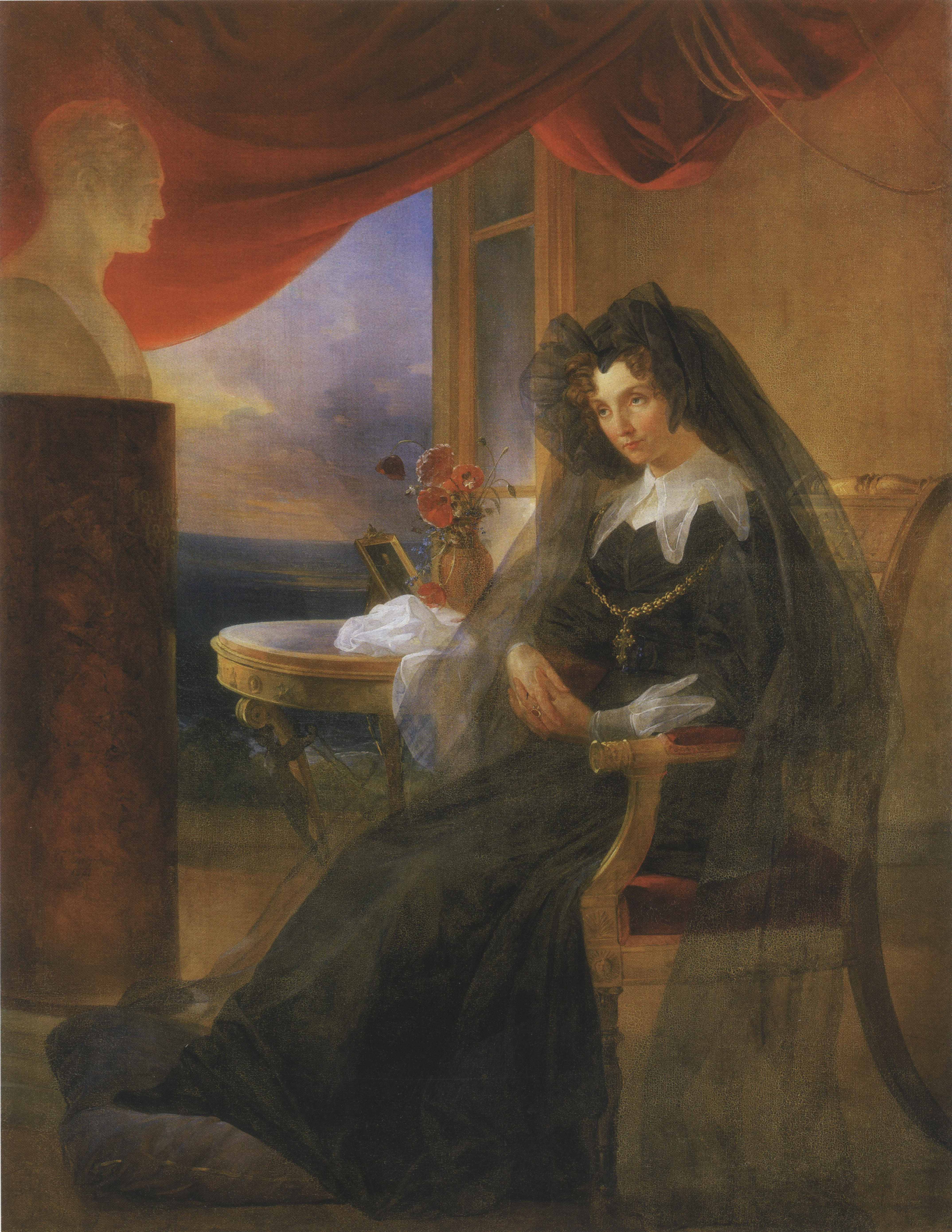
Елизавета Алексеевна в трауре

По официальной версии в 1825 году после смерти супруга 19 ноября (2 декабря) в Таганроге императрица, задержавшись в городе ещё на четыре месяца, решила наконец вернуться в Петербург. Елизавета Алексеевна в то время была уже тяжело больна, страдала сердечной недостаточностью, что выражалось в постоянных болях и одышке. Состояние её здоровья постоянно ухудшалось, о чём сообщали в Петербург её секретарь Н. М. Лонгинов и князь П. М. Волконский, начальствовавший над её свитой. Последний сообщал в Петербург новому царю Николаю I и вдовствующей императрице Марии Федоровне, что Елизавета Алексеевна распорядилась «переставить походную церковь в ту комнату, где покойный Государь Император скончался; может легко быть, что воспоминание горестного происшествия производит сие действие над Её Величеством», добавляя также, что «Государыня терзает себя воспоминаниями». Беспокоясь о здоровье невестки, Николай I предоставил право принять решение о времени возвращения в Петербург сопровождавшим её медикам и свите. Решено было выждать, пока не установится погода и не прекратятся дожди. В апреле 1826 года температура воздуха поднялась до 18 градусов, дорога высохла, и отъезд из Таганрога был назначен на 22 число. Состояние здоровья императрицы продолжало вызывать опасения, потому решено было двигаться медленно, с продолжительной остановкой в Калуге 3 мая. Навстречу невестке выехала вдовствующая императрица Мария Федоровна.
Однако, из-за плохого самочувствия императрицы двигаться пришлось медленней и 3 мая 1826 года в 8 часов вечера остановиться на ночлег в Белёве, городе, отстоящем от Калуги на 90 верст. Здесь императрица остановилась у купца Дорофеева, где для неё была установлена походная кровать. Той же ночью — 4 (17) мая 1826 года она скончалась. Мария Федоровна прибыла в город спустя несколько часов.
Сохранился протокол вскрытия тела императрицы, составленный её личным медиком Конрадом фон Штофрегеном. В частности, в нём говорится, что
После этого тщательного обследования стало очевидно, что долгие и мучительные страдания Её Величества имели источником патологическое устроение сердца, из-за чего полностью нарушено было равновесие циркуляции крови. Та часть этого благородного органа, которая предназначается для принятия венозной крови, была до такой степени растянута и ослаблена, что не могла уже выполнять свою функцию, а именно проталкивать далее полученную кровь посредством сокращений. Деструкция стенок сделала в конце концов эту функцию невыполнимой. Полное прекращение циркуляции крови должно было стать непосредственным следствием этого факта и одновременно послужить причиной внезапной смерти.

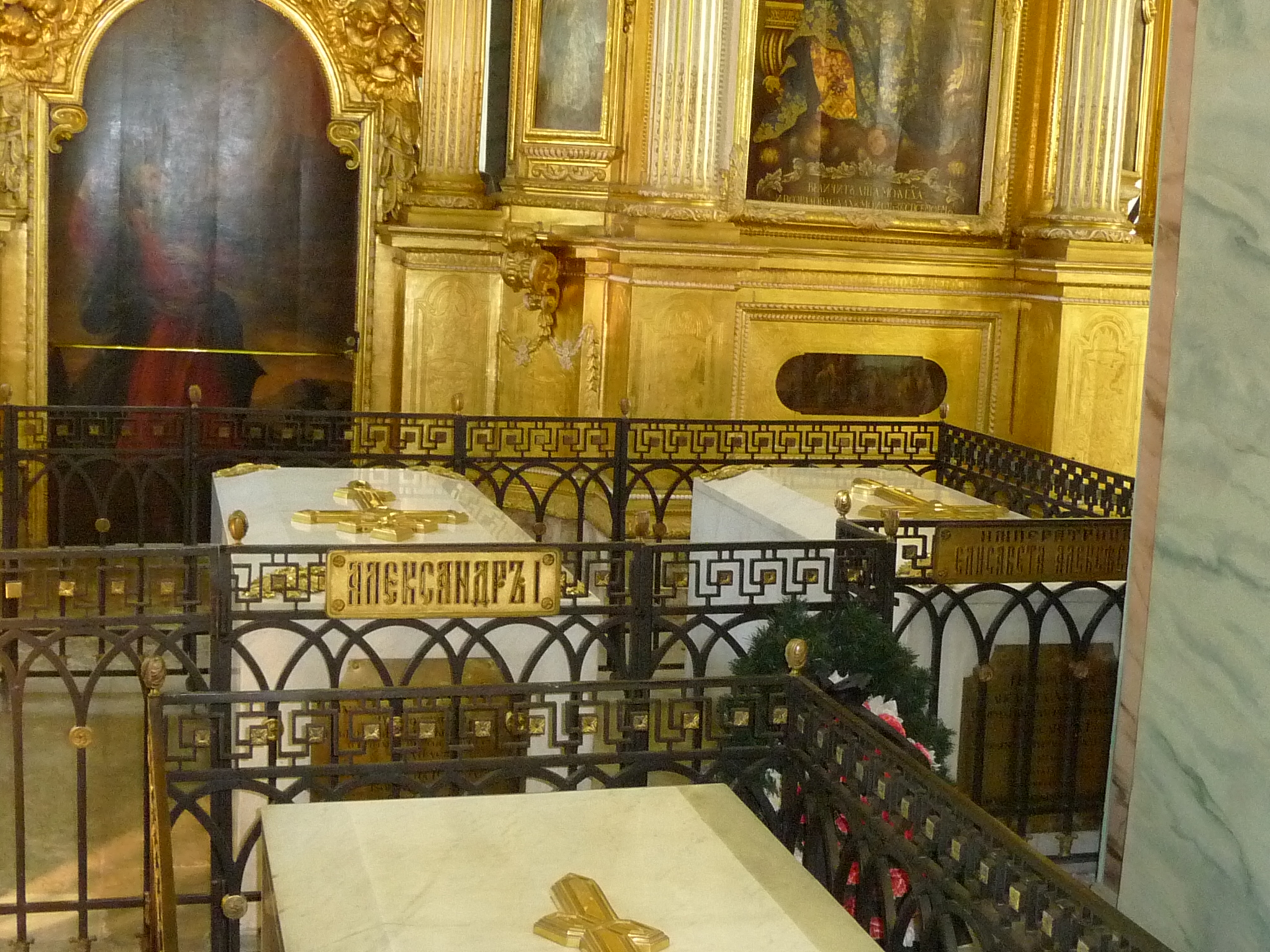
Гробницы Александра I и Елизаветы Алексеевны в Петропавловском соборе

Тело умершей везли через Торжок, Вышний Волочёк, Тосно и Чудово. Траурный поезд отправился прямиком к Чесменскому дворцу в Петербурге, куда прибыл 13 мая. На погребение была выделена достаточно скромная для императрицы сумма в 100 тыс. рублей, — вероятно, потому, что при погребении частично использовались материалы, оставшиеся от похорон её мужа.
14 июня 1826 года траурный кортеж начал шествие от Чесменского дворца к Петропавловскому собору. Свидетель процессии, генерал-вагенмейстер А. Д. Соломко позднее вспоминал:
При въезде печальной колесницы многие в народе плакали… Этот день вначале был освещён лучами солнца, но когда шествие печальное двинулось, то облака сгустились и даже дождик начал кропить землю. — Должно припомнить, что в день въезда тела в Бозе почившего Государя Александра I шёл снег и погода была пасмурна. Природа принимает участие во всеобщей горести.
Тело императрицы было установлено в соборе для народного прощания и предано земле 22 июня. Могила Елизаветы Алексеевны расположена в Петропавловском соборе, рядом с могилой её мужа, императора Александра I.

### Альтернативная версия смерти императрицы

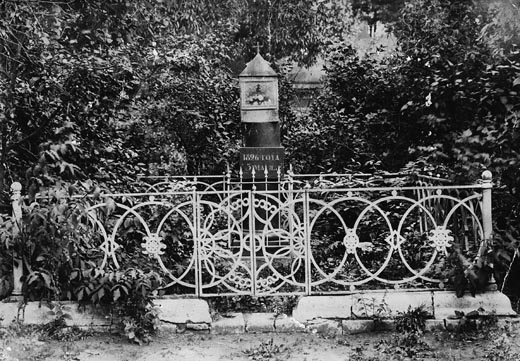
Монумент в Белёве на месте захоронения внутренностей Елизаветы Алексеевны

Вскоре после смерти императрицы по Петербургу распространился слух, пущенный, вероятно, её фрейлиной — Варварой Михайловной Волконской — «старой девой с большими странностями», над которой иронизировал А. С. Пушкин, посвятивший ей ядовитую эпиграмму.
По рассказу, княжна Волконская, страдавшая бессонницей, видела, как некие люди вынесли императрицу в сад и утопили в пруду, причём прокравшаяся за ними фрейлина практически сразу подняла тревогу, разбудила слуг, но вернуть императрицу к жизни оказалось невозможно. Никаких подтверждений этот слух никогда не получил. Исследовательница Л. Васильева, пытаясь найти ему доказательства, утверждала, что императрица Елизавета якобы представляла опасность для Николая и его матери своими «левыми взглядами» (в её окружении среди прочих был декабрист Ф. Н. Глинка), и потому от неё поспешили избавиться. Дополнительные тому подтверждения она видела в том, что Николай и его мать поспешили уничтожить дневник и другие личные бумаги умершей; также ей показалась подозрительной слишком «поспешная поездка» Марии Фёдоровны навстречу невестке. Дополнительно утверждается, что императрица была «тайно захоронена в Белёве», где старожилы долгое время ещё показывали любопытствующим её могилу. В данном утверждении заложена явная ошибка: в саду купца Дорофеева находился склеп, в котором были захоронены извлечённые из тела императрицы во время бальзамирования внутренние органы.
Против данной версии свидетельствует также то, что доверенные лица императрицы при новом царствовании отнюдь не подверглись опале, так например, её личный секретарь Н. М. Логвинов стал действительным тайным советником, сенатором, которому поручались многочисленные ответственные поручения, в том числе за границей.

### Иные предположения о подлинной личности Веры Молчальницы
Отличную от вышеприведённого версию выдвинул в своём исследовании К. В. Кудряшёв, исследовавший семейный архив Н. С. Маевского. Согласно полученным данным, под именем «молчальницы» скрывалась Вера Александровна Буткевич, дочь екатерининского вельможи генерал-майора Александра Дмитриевича Буткевича и Анны Ивановны фон Моллер, его второй жены. Имение Буткевичей, Милохово, находилось в окрестностях Новгорода возле села Колома. Отец будущей монахини служил под начальством Александра Суворова, в частности, в 1794 году он принял участие в битве за Варшаву. Со скандалом развёлся с женой, бросив её с двумя дочерьми практически на произвол судьбы. На обеих девочках испытанное потрясение сказалось весьма тяжело. Старшая, Екатерина, бывшая замужем за графом Стройновским, затем вторым браком за Э. В. Зуровым, как считается, закончила жизнь в одном из местных монастырей и погребена в Налюче. Судьба младшей дочери осталась неизвестной. По утверждению Кудряшёва, Маевский узнал от умиравшей матери Любови Александровны Буткевич, дочери генерала Буткевича от третьего брака, что молчальница Вера была на самом деле его тёткой.
Николай Лернер предполагал, что Екатерина Буткевич и её младшая сестра были прототипами Татьяны и Ольги Лариных в романе Александра Пушкина «Евгений Онегин».
В Вере Молчальнице видели также некую побочную дочь императора Александра I, а также великую княгиню Анну Фёдоровну (супругу Константина Павловича, с которой он развёлся в 1820 году), а также побочную дочь императора Павла I от светлейшей княжны Анны Лопухиной. Последнее предположение сделал граф Михаил Толстой, посетивший Веру в 1860 году.

## Почитание

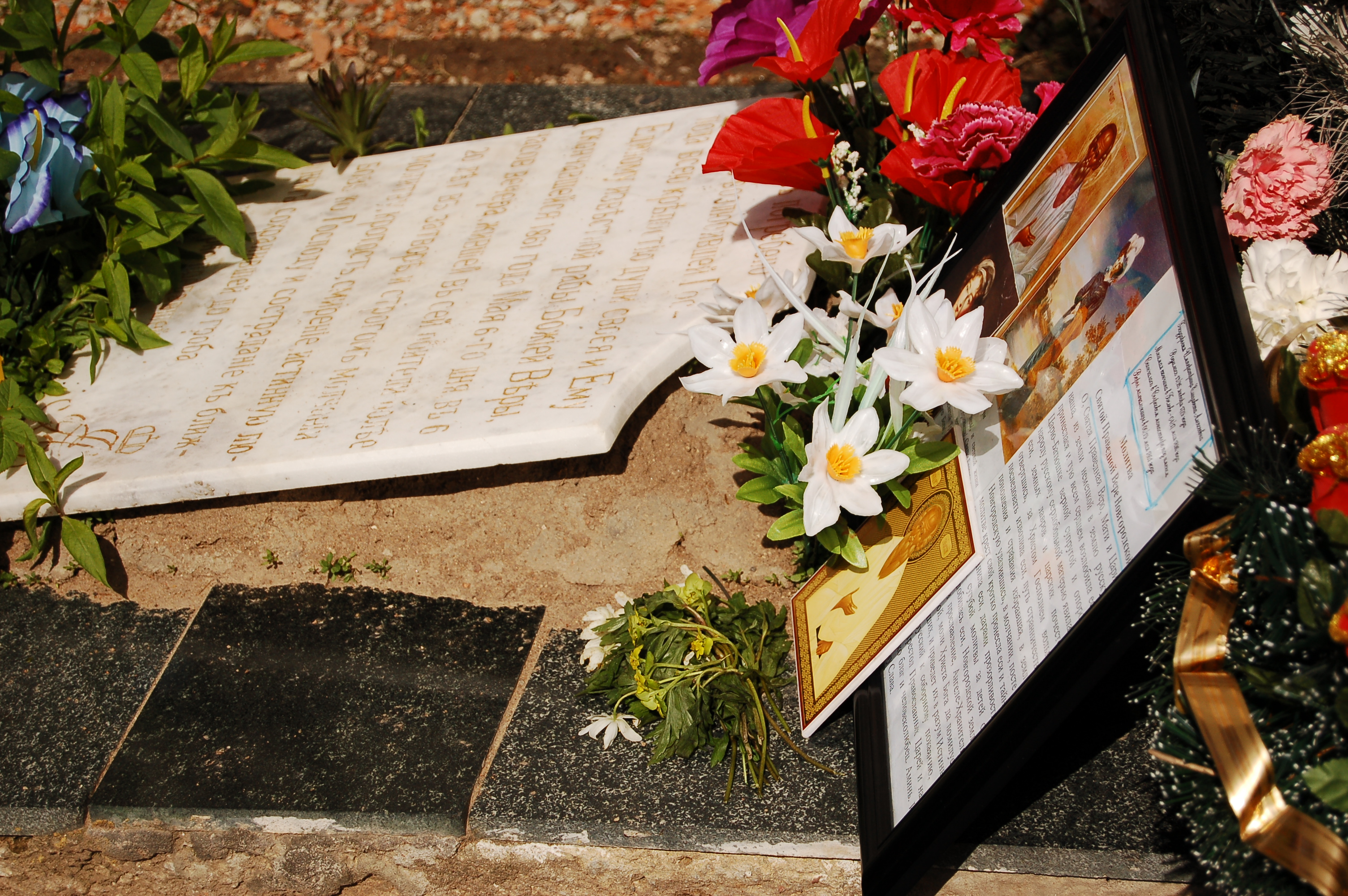
Кенотаф Веры Молчальницы с установленными её почитателями иконами Фёдора Кузьмича и портретами императрицы Елизаветы Алексеевны

С могилой Веры Александровны в Сырковом монастыре у местных жителей связана легенда о совершающихся здесь чудесах. Утверждают, что монахиня ещё при жизни прославилась несколькими чудесными исцелениями и после кончины они продолжаются у её могилы. В частности, считается, что цветок, сорванный с могильного холмика, дарует утешение и надежду, причём количество цветов не уменьшается, сколько бы их не рвали паломники. Также полагают, что Вера Молчальница в особенности помогает родителям, молящимся за детей, являясь им во сне в виде молчаливой женщины в тёмной одежде, приглашающей совершить паломничество в Сырков монастырь, что является знаком того, что их молитвы услышаны.
Созданы также тропарь и молитва святой праведной Вере Новгородской, официально не причисленной к лику святых, но почитаемой некоторыми православными группами. В частности, тропарь гласит:
Христа возлюбив всем сердцем за Ним последовала еси, в молчании, посте и молитве крест Свой кротко пронесла еси и тайну Цареву сохранила еси Новгородской земли преславное украшение и прославление, Святая Праведная Веро моли Христа Бога да помилует Он народ русский и приведет его к соборному покаянию и восставит Престол православных Царей и благословит люди Своя миром.

## В литературе
Тайне Веры Молчальницы посвящена повесть Елены Арсеньевой «Тихая тень. (Луиза Елизавета Алексеевна и Александр I)».